# Adwick upon Dearne
Adwick upon Dearne är en civil parish i Doncaster i Storbritannien. Den ligger i grevskapet South Yorkshire och riksdelen England, i den sydöstra delen av landet, 230 km norr om huvudstaden London. Antalet invånare är 333.